# Hrabstwo Brewster
Hrabstwo Brewster – hrabstwo położone w USA, w południowej części staniu Teksas, przy granicy z Meksykiem. Największe hrabstwo w Teksasie. Siedzibą władz hrabstwa jest miasto Alpine, w którym mieszka ponad 60% mieszkańców hrabstwa.
Hrabstwo utworzono w 1887 r., poprzez wydzielenie z hrabstwa Presidio. Nazwa hrabstwa pochodzi od nazwiska Henry'ego Percy Brewstera – bohatera rewolucji teksańskiej i wojny secesyjnej.

Piramida wieku hrabstwa

Na terenie hrabstwa znajduje się Park Narodowy Big Bend.

## Sąsiednie hrabstwa
- Hrabstwo Pecos (północ)
- Hrabstwo Terrell (północny wschód)
- Hrabstwo Presidio (zachód)
- Hrabstwo Jeff Davis (północny zachód)

Hrabstwo graniczy z dwoma stanami w Meksyku: Chihuahua, (południowy zachód), Coahuila, (południowy wschód)

## Gospodarka
Gospodarka hrabstwa opiera się na turystyce i uprawach (warzyw, arbuzów, cebuli, oraz uprawach szkółkarskich, orzechów pekan i bawełny). W mniejszym stopniu na hodowlach bydła i koni. 

## Miasta
Alpine

## CDP
- Marathon
- Study Butte
- Terlingua

## Ludność
Mieszkańcy deklarują głównie pochodzenie meksykańskie (34,2%), niemieckie (12,4%), angielskie (10,2%), irlandzkie (10%), szkockie lub szkocko–irlandzkie (7,6%), „amerykańskie” (6,7%) i włoskie (3,4%). 8,2% mieszkańców urodziło się poza granicami Stanów Zjednoczonych. 